# あちゃらか
『あちゃらか』は、2024年8月28日にNEHAN RECORDSよりリリースされたパスピエのメジャー4枚目のミニアルバム。

## 概要
前作『印象万象有象無象』から約9ヶ月ぶりに発売。

## 収録曲
| 全作詞: 大胡田なつき、全作曲: 成田ハネダ、全編曲: パスピエ。 |                          |              |            |      |
| #                                                            | タイトル                 | 作詞         | 作曲・編曲 | 時間 |
| 1.                                                           | 「21世紀流超高性能歌曲」 | 大胡田なつき | 成田ハネダ | 4:23 |
| 2.                                                           | 「きもち」               | 大胡田なつき | 成田ハネダ | 3:49 |
| 3.                                                           | 「KENNY」                | 大胡田なつき | 成田ハネダ | 3:42 |
| 4.                                                           | 「スペシャルエフェクト」 | 大胡田なつき | 成田ハネダ | 3:50 |
| 5.                                                           | 「FFFLLLYYY」            | 大胡田なつき | 成田ハネダ | 3:48 |
| 6.                                                           | 「それから」             | 大胡田なつき | 成田ハネダ | 5:38 |
| 7.                                                           | 「避雷針」               | 大胡田なつき | 成田ハネダ | 4:38 |
| 8.                                                           | 「幕間」                 | 大胡田なつき | 成田ハネダ | 2:19 |
| 合計時間:                                                    | 合計時間:                | 32:07        |            |      |

## クレジット
- 大胡田なつき：ボーカル
- 成田ハネダ：キーボード、プログラミング
- 三澤勝洸：ギター
- 露崎義邦：ベース
- 佐藤謙介：ドラムス（#3、4、6、7、8）